# Condado de Lancaster (Virgínia)
O Condado de Lancaster é um dos 95 condados do estado americano de Virgínia. A sede do condado é Lancaster, e sua maior cidade é Lancaster. O condado possui uma área de 599 km² (dos quais 254 km² estão cobertos por água), uma população de 11 567 habitantes, e uma densidade populacional de 34 hab/km² (segundo o censo nacional de 2000). O condado foi fundado em 1651.